# Maastricht Prize for International Law
Der Maastricht Prize for International Law (bis 2016 The Hague Prize for International Law) ist eine für herausragende Beiträge, in Form von Veröffentlichungen oder von praktischen Aktivitäten, zur Entwicklung des Völkerrechts oder des internationalen Privatrechts beziehungsweise zur Förderung der weltweiten Rechtsstaatlichkeit verliehene Auszeichnung der Universität Maastricht.

## Geschichte
Die von der Stichting Haagse Prijs voor Internationaal Recht, einer Stiftung mit Sitz in den Niederlanden, ursprünglich als The Hague Prize for International Law im Jahr 2002 eingerichtete Auszeichnung konnte natürlichen oder juristischen Personen zuerkannt werden. Die gleichzeitige Vergabe an mehrere Empfänger war möglich. Begründet wurde der Preis, um die besondere internationale Rolle von Den Haag als „Stadt des Friedens, der Gerechtigkeit und der Sicherheit“ zu würdigen, die sich aus ihrer über hundertjährigen Geschichte als Ort bedeutsamer internationaler Tagungen wie den Haager Friedenskonferenzen und der Haager Konferenz für Internationales Privatrecht sowie als Sitz einer Reihe von Institutionen der internationalen Rechtsordnung wie dem Internationalen Gerichtshof, dem Internationalen Strafgerichtshof, dem Internationalen Strafgerichtshof für das ehemalige Jugoslawien, der Haager Akademie für Völkerrecht und dem Ständigen Schiedshof ergibt.
Der Preis bestand aus einer Ehrenmedaille, einer Urkunde und einem Preisgeld in Höhe von 50.000 Euro, die Finanzierung erfolgte durch die Stadt Den Haag. Die Entscheidung über die Vergabe oblag dem Direktorium der Stiftung nach Auswahl durch ein Nominierungskomitee, an das nach einer Ausschreibung in einer Reihe von Fachzeitschriften Vorschläge eingereicht werden konnten. Die Mitglieder des Komitees konnten darüber hinaus eigene Vorschläge einbringen. Spätestens drei Monate vor der geplanten Verleihung, die im Den Haager Friedenspalast in Anwesenheit des Bürgermeisters der Stadt stattfand, übergab das Komitee an das Direktorium der Stiftung einen begründeten Vorschlag für den oder die Kandidaten, die es für geeignet hielt. Erstmals vergeben wurde der Preis am 18. Juni 2004 an den israelischen Diplomaten und Juristen Shabtai Rosenne. Die Verleihung folgte einem zwei- bis dreijährlichen Rhythmus.
2016 übernahm die Universität Maastricht den Preis, der nun vom Limburg University Fund finanziert wurde. Nach dieser Neuausrichtung wurde der Preis 2016 an einen Wissenschaftler (senior academic) für „herausragende Beiträge zum öffentlichen oder privaten internationalen Recht“ verliehen. Der Preis war nun mit 10.000 Euro dotiert und sollt alle fünf Jahre vergeben werden. In den Zwischenjahren – beginnend 2018 – soll ein mit 3.000 Euro dotierter Preis für Nachwuchswissenschaftler auf dem Gebiet der Menschenrechte vergeben werden. Preisvergaben nach 2016 sind aber nicht dokumentiert.

## Preisträger
| The Hague Prize - 2004: Shabtai Rosenne - 2007: M. Cherif Bassiouni - 2009: Rosalyn Higgins - 2011: Paul Lagarde - 2013: Georges Abi-Saab, Elihu Lauterpacht | Maastricht Prize - 2016: Pieter Jan Kuijper |